# Real Club Deportivo Mallorca 2019-2020
Questa voce raccoglie le informazioni riguardanti il Real Club Deportivo Mallorca nelle competizioni ufficiali della stagione 2019-2020.

## Stagione
Il Maiorca terminò la stagione al diciannovesimo posto, venendo retrocesso in Segunda División.

## Maglie e sponsor
| Casa | Trasferta | Terza divisa |

Sponsor ufficiale: Betfred
Fornitore tecnico: Umbro

## Rosa
| N. |                           | Ruolo | Calciatore              |
| -- | ------------------------- | ----- | ----------------------- |
| 1  | Spagna (bandiera)         | P     | Manuel Reina Rodríguez  |
| 2  | Spagna (bandiera)         | D     | Joan Sastre             |
| 3  | Ghana (bandiera)          | D     | Lumor Agbenyenu         |
| 4  | Spagna (bandiera)         | C     | Josep Señé              |
| 5  | Spagna (bandiera)         | D     | Xisco Campos (capitano) |
| 6  | Spagna (bandiera)         | C     | Marc Pedraza            |
| 7  | Spagna (bandiera)         | C     | Alejandro Pozo          |
| 8  | Spagna (bandiera)         | C     | Salva Sevilla           |
| 9  | Spagna (bandiera)         | A     | Abdón Prats             |
| 10 | Corea del Sud (bandiera)  | C     | Ki Sung-yueng           |
| 11 | Costa d'Avorio (bandiera) | A     | Lago Júnior             |
| 12 | Ghana (bandiera)          | C     | Iddrisu Baba            |
| 13 | Spagna (bandiera)         | P     | Fabri                   |
| 14 | Spagna (bandiera)         | C     | Dani Rodríguez          |

| N. |                               | Ruolo | Calciatore            |
| -- | ----------------------------- | ----- | --------------------- |
| 15 | Spagna (bandiera)             | D     | Fran Gámez            |
| 16 | Francia (bandiera)            | A     | Yannis Salibur        |
| 17 | Macedonia del Nord (bandiera) | A     | Aleksandar Trajkovski |
| 18 | Grecia (bandiera)             | D     | Leonardo Koutrīs      |
| 19 | Argentina (bandiera)          | A     | Pablo Chavarría       |
| 20 | Serbia (bandiera)             | D     | Aleksandar Sedlar     |
| 21 | Spagna (bandiera)             | D     | Antonio Raíllo        |
| 22 | Croazia (bandiera)            | A     | Ante Budimir          |
| 23 | Spagna (bandiera)             | C     | Aleix Febas           |
| 24 | Slovacchia (bandiera)         | D     | Martin Valjent        |
| 25 | Spagna (bandiera)             | P     | Miquel Parera         |
| 26 | Giappone (bandiera)           | C     | Takefusa Kubo         |
| 29 | Colombia (bandiera)           | A     | Juan Camilo Hernández |
|    | Ghana (bandiera)              | D     | Abdul Rahman Baba     |
| 41 | Argentina (bandiera)          | A     | Luka Romero           |
| 42 | Spagna (bandiera)             | D     | Rafel Obrador         |

## Risultati

### La Liga
| Arbitro: | Mario Melero López |

|                                             |           |                    |
| Dani Rodríguez 4’ Paulo Oliveira 75’ (aut.) | Marcatori | 57’ Paulo Oliveira |

| Arbitro: | Valentin Pizarro Gomez |

|  |           |                     |
|  | Marcatori | 83’ Martin Ødegaard |

| Arbitro: | Javier Alberola Rojas |

|                                               |           |  |
| Dani Parejo 43’ (rig.) Dani Parejo 57’ (rig.) | Marcatori |  |

| Palma di Maiorca 13 settembre 2019, ore 21:00 4ª giornata | Maiorca                | 0 – 0 referto | Athletic Bilbao | Stadio de Son Moix (16.390 spett.)\| Arbitro: \| Pablo González Fuertes \| |
| Arbitro:                                                  | Pablo González Fuertes |               |                 |                                                                            |

| Arbitro: | Santiago Jaime Latre |

|                                                                                   |           |                                   |
| Iddrisu Baba 7’ (aut.) Jorge Molina 33’ (rig.) Allan Nyom 63’ Ángel Rodríguez 84’ | Marcatori | 70’ Ante Budimir 77’ Ante Budimir |

| Arbitro: | Alejandro Hernández Hernández |

|  |           |                                |
|  | Marcatori | 26’ Diego Costa 65’ João Félix |

| Arbitro: | Carlos del Cerro Grande |

|                                   |           |  |
| Lucas Pérez 76’ (rig.) Joselu 86’ | Marcatori |  |

| Arbitro: | De Burgos Bengoetxea |

|                                    |           |  |
| Ante Budimir 37’ Salva Sevilla 73’ | Marcatori |  |

| Arbitro: | Javier Alberola Rojas |

|                |           |  |
| Lago Júnior 7’ | Marcatori |  |

| Arbitro: | Eduardo Prieto Iglesias |

|                        |           |  |
| Martin Braithwaite 31’ | Marcatori |  |

| Arbitro: | Adrián Cordero Vega |

|                                                 |           |                                          |
| Lago Júnior 21’ (rig.) Salva Sevilla 75’ (rig.) | Marcatori | 69’ Marc Cardona 77’ Rubén García Santos |

| Arbitro: | Medié Jiménez |

|                                                                         |           |  |
| Joaquín Fernández Moreno 40’ Enes Ünal 50’ (rig.) Sandro Ramírez 90'+4’ | Marcatori |  |

| Arbitro: | Carlos del Cerro Grande |

|                                                                    |           |                          |
| Lago Júnior 13’ (rig.) Dani Rodríguez 23’ (rig.) Takefusa Kubo 53’ | Marcatori | 49’ (rig.) Santi Cazorla |

| Arbitro: | Valentin Pizarro Gomez |

|                                   |           |                    |
| Roger Martí 52’ Rubén Rochina 73’ | Marcatori | 65’ Dani Rodríguez |

| Arbitro: | Juan Martínez Munuera |

|                        |           |                                   |
| Lago Júnior 55’ (rig.) | Marcatori | 7’ (rig.) Joaquín 33’ Nabil Fekir |

| Arbitro: | José Luis Munuera Montero |

|                                                                                         |           |                                   |
| Antoine Griezmann 7’ Lionel Messi 17’ Lionel Messi 41’ Luis Suárez 43’ Lionel Messi 83’ | Marcatori | 35’ Ante Budimir 64’ Ante Budimir |

| Arbitro: | De Burgos Bengoetxea |

|                                   |           |                                           |
| Rafinha 20’ Iago Aspas 50’ (rig.) | Marcatori | 33’ (rig.) Salva Sevilla 83’ Ante Budimir |

| Arbitro: | Jesús Gil Manzano |

|  |           |                                         |
|  | Marcatori | 20’ Diego Carlos 63’ (rig.) Éver Banega |

| Arbitro: | César Soto Grado |

|                   |           |  |
| Ángel Montoro 24’ | Marcatori |  |

| Arbitro: | Mario Melero López |

|                                                                        |           |                   |
| Antonio Raíllo 7’ Ante Budimir 22’ Ante Budimir 41’ Dani Rodríguez 79’ | Marcatori | 82’ Ferran Torres |

| Arbitro: | Santiago Jaime Latre |

|                                                    |           |  |
| Alexander Isak 46’ Fran Gámez 58’ (aut.) Portu 81’ | Marcatori |  |

| Arbitro: | Medié Jiménez |

|  |           |               |
|  | Marcatori | 56’ Enes Ünal |

| Arbitro: | Mateu Lahoz |

|                   |           |  |
| Raúl de Tomás 58’ | Marcatori |  |

| Arbitro: | Valentin Pizarro Gomez |

|                     |           |  |
| Cucho Hernández 63’ | Marcatori |  |

| Arbitro: | Jesús Gil Manzano |

|                                                              |           |                                                        |
| Sergio Canales 19’ (rig.) Nabil Fekir 35’ (rig.) Joaquín 48’ | Marcatori | 16’ Cucho Hernández 27’ Ante Budimir 70’ Takefusa Kubo |

| Arbitro: | Mario Melero López |

|  |           |                        |
|  | Marcatori | 67’ Nemanja Maksimović |

| Arbitro: | Estrada Fernández |

|                    |           |                                      |
| Pedro Bigas 90'+2’ | Marcatori | 42’ Dani Rodríguez 78’ Takefusa Kubo |

| Arbitro: | Carlos del Cerro Grande |

|  |           |                                                                           |
|  | Marcatori | 2’ Arturo Vidal 37’ Martin Braithwaite 79’ Jordi Alba 90'+3’ Lionel Messi |

| Arbitro: | Estrada Fernández |

|                  |           |  |
| Carlos Bacca 16’ | Marcatori |  |

| Arbitro: | Mateu Lahoz |

|                  |           |                            |
| Salva Sevilla 9’ | Marcatori | 87’ Óscar Rodríguez Arnaiz |

| Arbitro: | Mario Melero López |

|                                      |           |  |
| Vinicius Junior 19’ Sergio Ramos 56’ | Marcatori |  |

| Arbitro: | Pablo González Fuertes |

|                                                              |           |                         |
| Raúl García 16’ (rig.) Oihan Sancet 24’ Asier Villalibre 90’ | Marcatori | 70’ (rig.) Ante Budimir |

| Arbitro: | De Burgos Bengoetxea |

|                                                                                                   |           |                       |
| Ante Budimir 13’ (rig.) Cucho Hernández 27’ Alejandro Pozo 40’ Ante Budimir 52’ Salva Sevilla 60’ | Marcatori | 50’ (rig.) Iago Aspas |

| Arbitro: | Javier Alberola Rojas |

|                                                        |           |  |
| Álvaro Morata 29’ (rig.) Álvaro Morata 45'+4’ Koke 79’ | Marcatori |  |

| Arbitro: | César Soto Grado |

|                                       |           |  |
| Cucho Hernández 40’ Takefusa Kubo 84’ | Marcatori |  |

| Arbitro: | Adrián Cordero Vega |

|                                                |           |  |
| Lucas Ocampos 41’ (rig.) Youssef En-Nesyri 84’ | Marcatori |  |

| Arbitro: | Estrada Fernández |

|                     |           |                                         |
| Cucho Hernández 20’ | Marcatori | 45'+1’ Víctor Díaz 69’ Carlos Fernández |

| Arbitro: | Mateu Lahoz |

|                                  |           |                               |
| Adrián López 21’ Iñigo Pérez 68’ | Marcatori | 45'+1’ Lumor 65’ Ante Budimir |

### Coppa del Re
| Arbitro: | Medié Jiménez |

|  |           |                     |
|  | Marcatori | 90'+2’ Álex Alegría |

| Arbitro: | Valentin Pizarro Gomez |

|  |           |                 |
|  | Marcatori | 26’ Aleix Febas |

| Arbitro: | Mateu Lahoz |

|                                                   |           |                 |
| Álex Blanco 48’ Javi Puado 54’ Miguel Linares 75’ | Marcatori | 85’ Aleix Febas |